# نناس
إريكسون سبينولا ليما (من مواليد 5 يوليو 1995)، المعروف باسم نيناس، هو لاعب كرة قدم من الرأس الأخضر يلعب كلاعب وسط في نادي أوليسوند.